# ワイヤー・ストライク・プロテクション・システム
ワイヤー・ストライク・プロテクション・システム（wire strike protection system, WSPS）は、低高度を飛行するヘリコプターのワイヤー・ストライクによる被害を軽減するために設計されたワイヤー切断装置（ワイヤー・カッター）である。

## 歴史
1974年から1979年までの6年間に発生したアメリカ陸軍航空での事故（有事におけるものを除く）に占めるワイヤー・ストライクによる事故の割合は、航空機の損傷の8％、航空機関連の負傷の6％、航空機関連の死亡者の16％を占めていた:9。同様に、1970年から1979年までの10年間には、208機の民間ヘリコプターがワイヤー・ストライクに関連する事故に巻き込まれ、そのうち88機（42％）が大破し、搭乗していた331人のうち37人（11％）が死亡した:5;7。1975年から1977年までの間に飛行中の民間ヘリコプターで発生した事故で最も件数が多かったのは、電線や支柱に衝突したことが原因の事故であった:1。
1979年5月、ブリストル・エアロスペース社は、カナダ軍との契約により、OH-58カイオワ用のワイヤー・ストライク・プロテクション・システムを開発した:9。1980年に認定された特許によると、その発明者はネルソン・チャンであるとされている。ブリストル社は、用途廃止されたOH-58の胴体にワイヤー・ストライク・プロテクション・システムを取り付け、52回におよぶ試験を行った。その試験は、平ボディのトラックに胴体を積み込み、15 - 60 mph (13 - 52 kn; 24 - 97 km/h)の速度および0〜45°のヨー角でケーブルに衝突させることで行われた。ケーブルには、送電線や通信線として一般的に使用される引張強度10,000 lb (4,500 kg)以上、直径3⁄8 in (9.5 mm)、素線数7のスチール製ケーブルなどが用いられた:9–10。
ブリストル社での試験には、胴体下部のカッターや、衝突による機体姿勢への影響に関するものが含まれていなかった。このため、アメリカ陸軍研究所は、1979年10月にラングレー研究所内のImpact Dynamics Research Facility（衝撃力研究所）において、OH-58を用いた振り子スイング試験を行った:11。この際、スキッド、降着装置、テールブーム（ローターおよび垂直尾翼を含む）へのデフレクターの追加についても検証されたが、その効果は確認できなかった:11;15–19;41。
ラングレーでの試験は、196 ft (60 m)の長いケーブルの端にOH-58を取り付けて後方に引き上げ、約22 ft (6.7 m)の高さに水平に張られたワイヤーに向けて振り子のようにスイングさせることにより行われた:14 。1981年から1982年にかけては、ベルUH-1Hヒューイ およびAH-1Sコブラについても、同様の試験が行われた。
アメリカ陸軍の小・中型ヘリコプター へのワイヤー・ストライク・プロテクション・システムの搭載は、1992年までにすべて完了した。1996年以降、2002年までの間は、アメリカ陸軍でワイヤー・ストライクによる死亡事故は発生しなかった。民間ヘリコプターでは、特に農作業を行う場合にワイヤー・カッターが効果的であると考えられている:37–38。1970年代に発生した208件のワイヤー・ストライク事故の約半数は、ワイヤー・カッターなどの機体構造の改善により回避できた可能性がある:45。

## 解説
ワイヤー・ストライク・プロテクション・システムは、アメリカ製の軍用ヘリコプター や農作業に用いられる民間ヘリコプターの前部胴体の周囲に装備されることが多い。その効果は、ヘリコプターが90度未満の角度で、30ノット (35 mph; 56 km/h)を超える速度でワイヤーに衝突した場合に発揮される。12,000 lb (5,400 kg)の破断強度を有する直径 3⁄8-インチ (9.5 mm) のスチール・ケーブルを切断できるように設計されている。
ブリストル社によって開発されたワイヤー・ストライク・プロテクション・システムは、今日、ワイヤー切断装置として最も一般的なものであり、胴体上部に取り付けられたカッター、胴体下部に取り付けられたカッター、およびケーブルをカッターに誘導するためにウインドシールド中央部に取り付けられたデフレクターで構成されている:9。ケーブルがワイパー・モーターのシャフトに引っ掛からないようにするため、ワイパー・プロテクター・フレームが装着される場合もある。OH-58用のワイヤー・ストライク・プロテクション・システムの重量は16.3 lb (7.4 kg)で、その装着には40人時の工数が必要となる:15。
「ワイヤー・ストライク・プロテクション・システム（Wire Strike Protection System, WSPS）」という名称は、ブリストル社を買収して親会社になったマゼラン・エアロスペイス社の登録商標となっている。ダート・エアロスペース社は、同様の装置を「ケーブル・カッター・システム（Cable Cutter System）」という商品名で販売している。ヘリコプターを保護するためのワイヤー切断装置には、これ以外にも、 MDヘリコプターズ 社(1981)カスタム・エアー社 (1987), エアバス・ヘリコプターズ 社(2008および2011), ならびに ベル・ヘリコプター社 (2014)などの企業で開発されたものがある。類似の装置として、ローターを保護するため、コントロール・ロッドにカッターを装備したものもある。